# ماشک زمستانی
ماشک زمستانی، ماشک گل خوشه‌ای (نام علمی: Vicia villosa) نام یک گونه از سرده ماشک است.